# Hectopascal
| Grotere en kleinere eenheden van pascal en bar | Grotere en kleinere eenheden van pascal en bar | Grotere en kleinere eenheden van pascal en bar | Grotere en kleinere eenheden van pascal en bar | Grotere en kleinere eenheden van pascal en bar | Grotere en kleinere eenheden van pascal en bar | Grotere en kleinere eenheden van pascal en bar |
| ---------------------------------------------- | ---------------------------------------------- | ---------------------------------------------- | ---------------------------------------------- | ---------------------------------------------- | ---------------------------------------------- | ---------------------------------------------- |
| factor                                         | naam pascal                                    | symbool                                        |                                                | factor                                         | naam bar                                       | symbool                                        |
| 1                                              | pascal                                         | Pa                                             | 10−5                                           |                                                |                                                |                                                |
| 102                                            | hectopascal                                    | hPa                                            | 10−3                                           | millibar                                       | mbar                                           |                                                |
| 103                                            | kilopascal                                     | kPa                                            | 10−2                                           |                                                |                                                |                                                |
| 105                                            |                                                |                                                | 1                                              | bar                                            | bar                                            |                                                |
| 106                                            | megapascal                                     | MPa                                            | 10                                             |                                                |                                                |                                                |
| 109                                            | gigapascal                                     | GPa                                            | 104                                            |                                                |                                                |                                                |

De hectopascal is een eenheid die is afgeleid van de SI-eenheid pascal. De eenheid heeft het symbool hPa. Een hectopascal is gelijk aan 102 Pa of 100 pascal.
De hectopascal wordt gebruikt ter vervanging van de oudere millibar.
Een hectopascal is gelijk aan een millibar en ongeveer 0,001 atmosfeer.
De hectopascal wordt tegenwoordig vaak gebruikt voor het meten van luchtdruk in de meteorologie. 
De eenheid is vernoemd naar Blaise Pascal.